# Козуб Надія Григорівна
Надія Григорівна Козуб (нар. 1950, село Нове Село, тепер Тернопільського району Тернопільської області) — українська радянська діячка, ткаля Тернопільського бавовняного комбінату Тернопільської області. Депутат Верховної Ради СРСР 9—10-го скликань.

## Біографія
Народилася в селянській родині. Закінчила середню школу.
У 1969 році закінчила Тернопільське професійно-технічне училище № 2. Член ВЛКСМ.
З 1969 року — ткаля ткацької фабрики Тернопільського бавовняного комбінату імені 60-річчя Великої Жовтневої соціалістичної революції Тернопільської області. Ударник комуністичної праці.
Освіта вища. Заочно закінчила Тернопільський фінансово-економічний інститут.

## Нагороди та відзнаки
- медаль «За трудову доблесть»
- медаль «За доблесну працю. В ознаменування 100-річчя з дня народження Володимира Ілліча Леніна»
- медалі